# Mesoplasma grammopterae
Mesoplasma grammopterae è una specie di batterio appartenente alla famiglia delle Entomoplasmataceae.